# Kriss Akabusi
Kriss Kezie Uche Chukwu Duru Akabusi (* 28. listopadu 1958, Londýn) je bývalý britský atlet, mistr Evropy v běhu na 400 metrů překážek z roku 1990.
Jeho prvním mezinárodním úspěchem se stala stříbrná medaile ve štafetě na 4 × 400 metrů na olympiádě v Los Angeles v roce 1984. Byl také členem vítězné britské čtvrtkařské štafety na mistrovství Evropy ve Stuttgartu o dva roky později. Na světovém šampionátu v Římě v roce 1987 byl členem štafety Velké Británie na 4 × 400 metrů, která skončila druhá. Při dalším startu na evropském šampionátu – ve Splitu v roce 1990 – zvítězil v závodě na 400 metrů překážek a obhájil vítězství ve štafetě na 4 × 400 metrů. Britská štafeta na 4 × 400 metrů s Akabausim v sestavě se stala také mistrem světa v roce 1991 v Tokiu. Při svém třetím olympijském startu v Barceloně v roce 1992 vybojoval dvě bronzové medaile – v závodě na 400 metrů překážek a ve čtvrtkařské štafetě.